# Streckmittel
Streckmittel in Medikamenten und anderen Drogen dienen dazu, als Füllstoff die Gesamtmasse eines Medikaments zu vergrößern, ohne den Wirkstoffgehalt zu erhöhen. Dadurch wird die Wirkstärke (Potenz) der Droge verringert. Streckmittel (z. B. Glucose, Milchzucker, Ascorbinsäure o. ä.) werden dabei als Trägermaterial eingesetzt, um die zum Teil minimalen Wirkstoffmengen auf eine handhabbare und dosierbare Menge zu strecken. Der tatsächliche Wirkstoffgehalt ist bei Medikamenten auf der Verpackung angegeben.

## Verwendung in Lebensmitteln
In Lebensmitteln werden Streckmittel (meist Wasser) eingesetzt, um Herstellungskosten zu senken und dem Verbraucher eine höhere Quantität als tatsächlich vorhanden zu suggerieren. So kann beispielsweise die scheinbare Masse an Fleisch durch das zuvorige Einspritzen von Wasser gesteigert werden. Der Verkäufer profitiert, der Verbraucher wird betrogen.

## Stellmittel
Waschmitteln werden Streckmittel als sogenannte Stellmittel oder Rieselsalze zugesetzt wie z. B. Natriumchlorid oder Natriumsulfat. Damit wird einerseits die von Verbrauchern gewohnte Dosierung ermöglicht und so eine Überdosierung vermieden und andererseits ein Verklumpen des Waschpulvers verhindert und damit die Dosierbarkeit und rasche Löslichkeit des Waschmittels verbessert.
Unter anderem empfehlen Verbraucherverbände die Verwendung von Waschmittel-Konzentraten, um die Kosten und Ressourcen für Transport und Verpackung zu minimieren, in diesem Fall muss das Waschmittel entsprechend geringer dosiert werden.
Die Handelsprodukte von Farbstoffen werden mit Stellmittel auf eine definierte Farbstärke eingestellt um die Schwankungen verschiedener Fabrikationspartien auszugleichen. Dadurch kann der Färber in seinem Färberezept eine gleichbleibende Menge Farbstoff einsetzen, um die identische Farbstärke auf dem gefärbten Textil zu erzielen. Als Stellmittel werden indifferente Substanzen wie Natriumsulfat, Natriumchlorid oder Dextrin verwendet. Die Lagerstabilität der Farbstoffe kann beispielsweise durch den Zusatz von Puffersubstanzen, z. B. Mono- und Dinatriumphosphat, verbessert werden.

## Drogenbereich

### Cannabis
In Leipzig kam es 2007 zu einer Massenvergiftung durch mit Bleiverbindungen gestrecktes Cannabis. Die Staatsregierung in Bayern berichtete 2018, sie habe in Cannabis-Proben keine Streckmittel gefunden. Eine Schweizer Studie fand ebenfalls keine Streckmittel, berichtete allerdings, dass nahezu alle Proben mit Pestiziden, Insektiziden und Schwermetallen verunreinigt waren. Weitere häufige Beimengungen bei Cannabis sind Zucker, Brix, Haarspray, Sand und Glas, Blei, Talkum und Synthetische Cannabinoide.

#### Zucker
Industrie- und Pflanzenzucker sind aufgrund ihrer leichten Verfügbarkeit häufig verwendete Streckmittel. Sie dienen dazu, das Gewicht der Cannabisblüten zu erhöhen und den Geschmack zu verändern. Abgesehen von der oft starken Süße führt der Zusatz von Zucker zu Irritationen der Atemwege und Halsschmerzen. Beim Verbrennen gelangen karamellisierte Partikel in die Lunge, belasten diese und können teilweise krebserregende Wirkungen entfalten. Eine mit Zucker versetzte Blüte brennt ungleichmäßig und hinterlässt harte Asche, was generell ein ungünstiges Zeichen ist. Falls die Produzenten zur Streckung ihrer Cannabisblüten Traubenzucker verwenden, kann dies mittels eines Glukosetests nachgewiesen werden. Andernfalls ist dringend davon abzuraten, solche Produkte zu konsumieren.

#### Brix
Die umgangssprachlich Brix genannte Substanz ist eine problematische Substanz, die in Verbindung mit Cannabisblüten verwendet wird. Brix besteht aus einer Mischung aus Zucker, Hormonen und verschiedenen Kunststoffen, die einen zähen Sirup bilden. Dieser Sirup wird auf Cannabisblüten aufgetragen, um mehr Gewicht vorzutäuschen und die Präsentation der Ware ansprechender zu gestalten. Deutliche Anzeichen für die Anwendung von Brix sind  ein charakteristische Funkenschlag, der beim Entzünden von mit Brix behandeltem Cannabis entsteht. Dazu hinterlässt Brix beim Zerreiben eine schmierige schwarze Substanz. Das Einatmen von Brix kann zu Atembeschwerden führen und langfristige Gesundheitsrisiken aufgrund der hohen Konzentration von Kunststoffen mit sich bringen. Der Konsum von Brix-behandeltem Cannabis kann zu Lungenschäden führen und ist daher gesundheitlich bedenklich. Insgesamt führt die Verwendung von Brix zu einer Verschlechterung der Cannabisqualität, gekennzeichnet durch schwaches Aroma, ungewöhnliches Brennverhalten, harzige Konsistenz und die Bildung von schmierigem Rückstand. Darüber hinaus stellt der Konsum von Brix eine Gefahr für die Atemwege und die allgemeine Gesundheit dar. Brix-gestrecktes Gras war vor allem in den Jahren 2009 bis 2012 verbreitet.

#### Haarspray
Ähnlich wie Brix erzeugt Haarspray ein subjektiv wahrgenommen schönes Äußere, verklebt jedoch die Blüte und hinterlässt einen starken Parfümgeruch. Der Konsum solcher Produkte kann durch die austretenden chemischen Gase Hustenreiz auslösen und Halsschmerzen verursachen. Die darin enthaltenen Lösungsmittel gelten als krebserregend. In den meisten Fällen reicht allein eine Geruchsprüfung aus, um mit Haarspray behandelte Blüten zu erkennen, da sie stark nach Parfum riechen.

#### Synthetische Cannabinoide
Seit dem Erscheinen und Verbot von „Legal Highs“ haben sich synthetische Cannabinoide zu einem anhaltenden Problem auf dem Schwarzmarkt entwickelt. Diese Substanzen sind nicht aus direkter Nachfrage beliebt, sondern werden von Lieferanten und Zwischenhändlern verwendet, um die Blüten zu strecken und vermeintlich stärkere Rauscherfahrungen vorzutäuschen. Die verkauften Cannabisblüten dienen dabei lediglich als Fassade. Sie werden mit THC-ähnlichen Verbindungen (Cannabinoid-Mimetika) besprüht, um die Wirkung drastisch zu steigern. Im Gegensatz zu reinem Marihuana kann der Konsum solcher Produkte zu lebensgefährlichen Überdosierungen führen, Krampfanfälle auslösen sowie Psychosen und Herzinfarkte verursachen. Viele dieser Mittel verursachen auch starke Übelkeit und allgemeines Unwohlsein.

### Andere
Bei Drogen werden nicht nur wirkungslose Substanzen wie z. B. Milchzucker, sondern auch gefährliche Stoffe wie Fentanyl als Streckmittel benutzt. Die Streckmittel sollen unter Umständen auch eine Wirkung der eigentlichen Droge imitieren, wenn deren berauschende Wirkung durch eine zu starke Streckung nicht mehr ausreichend vorhanden ist.
Als Dienstleistung zugängliches Drug-Checking durch staatliche Einrichtungen gibt es in Deutschland erst seit 2023.

## Trivia
Einem Apotheker aus Bottrop wird (Stand 2018) vorgeworfen, systematisch Krebsmedikamente gestreckt, aber voll abgerechnet zu haben. Der Schaden, der allein den gesetzlichen Krankenkassen entstanden sein soll, beläuft sich angeblich auf über 50 Millionen Euro.